# 濑户内短期大学
濑户内短期大学（日语：／ Setouchi Tanki Daigaku *），简称濑户短（せとたん），是過去一所位于日本香川县三丰市高濑町的私立短期大学。

## 概要

### 简介
- 学校最早可以追溯到1946年[1]。短期大学为于1967年开办[1][2]、由学校法人濑户内学院经营。开始招収男学生于1987年、招生到2008年[3]、停办于2010年[2][3]。

### 历史
- 1967年 上戸学园女子短期大学成立并同时设置服装学科[注 1]。
- 1970年 食物营养学科和保健教育学科[注 3]成立。
- 1979年 服装学科[注 1]招生最后[3]。
- 1981年 今年3月31日服装学科[注 1]停办[3]。
- 1987年 改校名为濑户内短期大学[3]、开始招収男学生。
- 1990年 专科福利专攻成立。
- 2008年 招生最后[3]。
- 2010年 今年7月30日停办[3]。

### 宪章
- [1]

## 学校环境
- 校区：在了香川县三丰市高濑町

## 历任校长
- 上戸コトエ：第一代短期大学校长[4]。
- 石川晋：最后短期大学校长[5]

## 组织

### 学科
- 食物营养学科
- 保健教育学科[注 3]

### 前学科
- 服装学科[注 1]

### 专科
| - 福利专攻 |

### 业余课程
| - 没有 |

### 附属机关
| - 图书馆 - 地域教育进修中心 - 濑户内·冲绳文化研究中心 |

## 相关链接
- 日本短期大学列表